# Itiquira
Itiquira é um município do estado de Mato Grosso, no Brasil.

## Etimologia
"Itiquira" é uma referência ao rio Itiquira, que banha o município. "Itiquira" procede do tupi antigo 'ytykyra, que significa "gotas d'água" ('y, "água" e tykyra, "gotas").

## Prefeitos do município
- José Ferreira de Carvalho 1953-1954;
- Jobelino Nunes da Mata 1954-1954;
- Vicente Domingos do Amaral 1954-1958;
- Maurity Vieira 1958-1962:
- Melchiades Figueiredo Miranda 1963-1963;
- Anfilófio de Souza Campos 1964-1967;
- João Domingos Barretos 1967-1970;
- Geraldo Martins Ferreira 1970-1973;
- João Domingos Barretos 1973-1977;
- Pedro Gil do Amaral 1977-1982;
- Roberto Ferreira da Silva 1983-1988;
- Pedro Gil do Amaral 1989-1992;
- Ondanir Bortolini 1993-1997;
- Roberto Ferreira da Silva 1997-1998;
- Eduardo Gil do Amaral 1998-2000;
- Ondanir Bortolini 2001-2008;
- Ernani José Sander (eleito a partir de 2009)- em 6 de julho de 2011, a Justiça o afastou do cargo por Improbidade Administrativa por um período de 60 dias, dando posse ao vice Milton Luiz da Silva.
- Humberto Bortolini 2013-2016
- Humberto Bortolini 2017-2020
- Fabiano Dalla Valle 2021-2024

## Últimos prefeitos eleitos
| Ano  | Prefeito | Partido | Votos | %     | Ref    |
| ---- | -------- | ------- | ----- | ----- | ------ |
| 2004 | Nininho  | PFL     | 4.465 | 69,83 | [ 6 ]  |
| 2008 | Nani     | PSDB    | 3.570 | 56,84 | [ 7 ]  |
| 2012 | Betão    | PR      | 4.189 | 62,08 | [ 8 ]  |
| 2016 | Betão    | PSD     | 4.907 | 70,37 | [ 9 ]  |
| 2020 | Fabiano  | PP      | 5.135 | 75,57 | [ 10 ] |
| 2024 | Fabiano  | UB      | 5.909 | 79,08 | [ 11 ] |